# Constantin von Brandenstein-Zeppelin

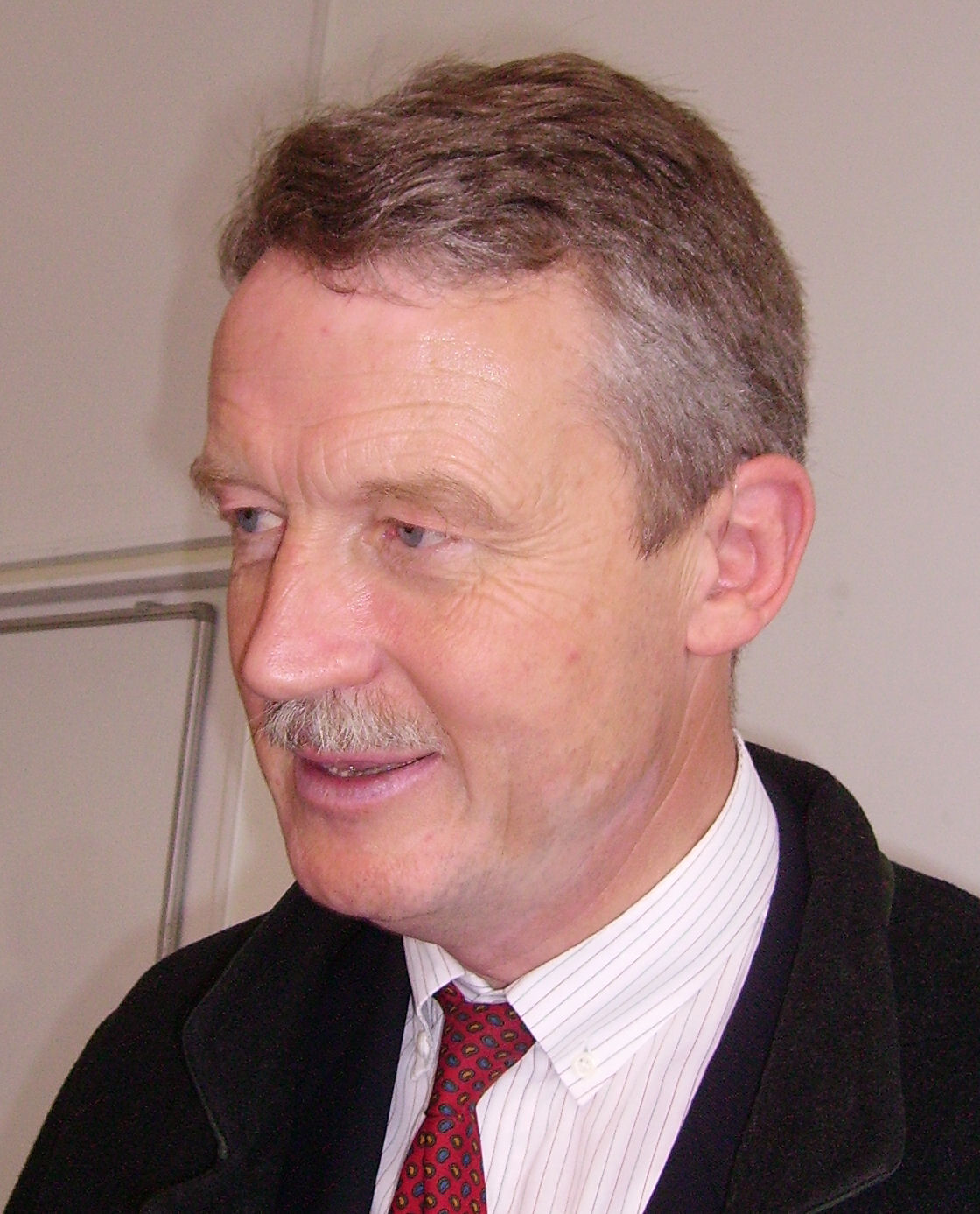
Constantin von Brandenstein-Zeppelin (2007)

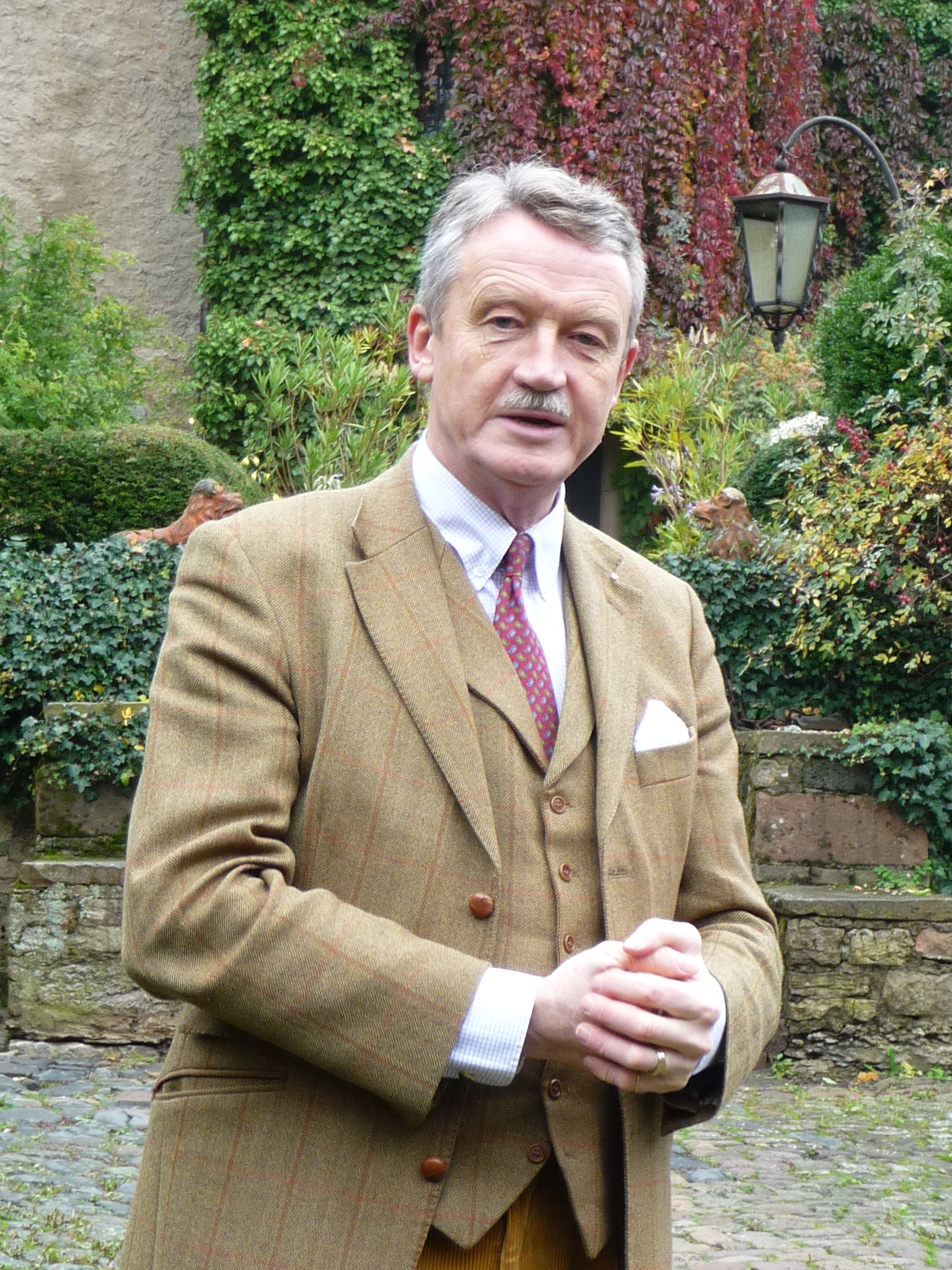

Constantin von Brandenstein-Zeppelin (* 22. Juni 1953 in Biberach an der Riß) ist ein deutscher Unternehmensberater, Ehren- und Devotions-Großkreuz-Ritter des Malteserordens, Präsident der Würzburger Siebold-Gesellschaft und bis 16. Juni 2018 ehrenamtlicher Präsident des Malteser Hilfsdienstes.

## Familie
Constantin ist der Sohn von Alexander Graf von Brandenstein-Zeppelin (1915–1979) und Ursula Freiin von Freyberg-Eisenberg-Allmendingen (1917–1985). Aus dieser Ehe gingen vier Kinder hervor, darunter der ältere Bruder Albrecht von Brandenstein-Zeppelin. Sie sind Urenkel des Luftschiffbauers Ferdinand Graf von Zeppelin und Ururenkel des Japanforschers Philipp Franz von Siebold.

## Leben
Er studierte Rechtswissenschaften und Betriebswirtschaftslehre an den Universitäten Wien und München, wo er auch für den RCDS aktiv war. Der promovierte Betriebswirtschaftler betreibt seit dem Jahr 1990 in Frankfurt am Main eine Unternehmensberatung. Im Jahr 1990 übernahm er auch die Leitung des Malteser Hilfsdienstes im Bistum Fulda. Vom Jahr 1992 bis 16. Juni 2018 war er Präsident des Malteser Hilfsdienstes. Im März 2018 verkündete er seinen Rücktritt als Präsident. Er ist Eigentümer der Burg Brandenstein im hessischen Schlüchtern-Elm, auf der er seit 1983 lebt. Brandenstein-Zeppelin ist seit 1978 mit Ameli, geborene Prinzessin zu Löwenstein-Wertheim-Freudenberg (* 1953), verheiratet.

## Orden und Ehrenzeichen
- Am 4. Oktober 2005 wurde ihm durch Bundespräsident Horst Köhler das Bundesverdienstkreuz 1. Klasse des Verdienstordens der Bundesrepublik Deutschland verliehen
- Am 5. November 2009 wurde ihm durch den damaligen Staatssekretär im Bundesministerium des Innern August Hanning das Ehrenzeichen des Technischen Hilfswerks in Gold verliehen[3]
- Sturmius-Medaille für seine langjährigen kirchlichen Engagements (2017)[4]